# Luigi Fagioli
Luigi Fagioli   (Osimo, 9 de juny de 1898 - Montecarlo i Osimo, 20 de juny de 1952) va ser un pilot de curses automobilístiques italià que va arribar a disputar curses de Fórmula 1.

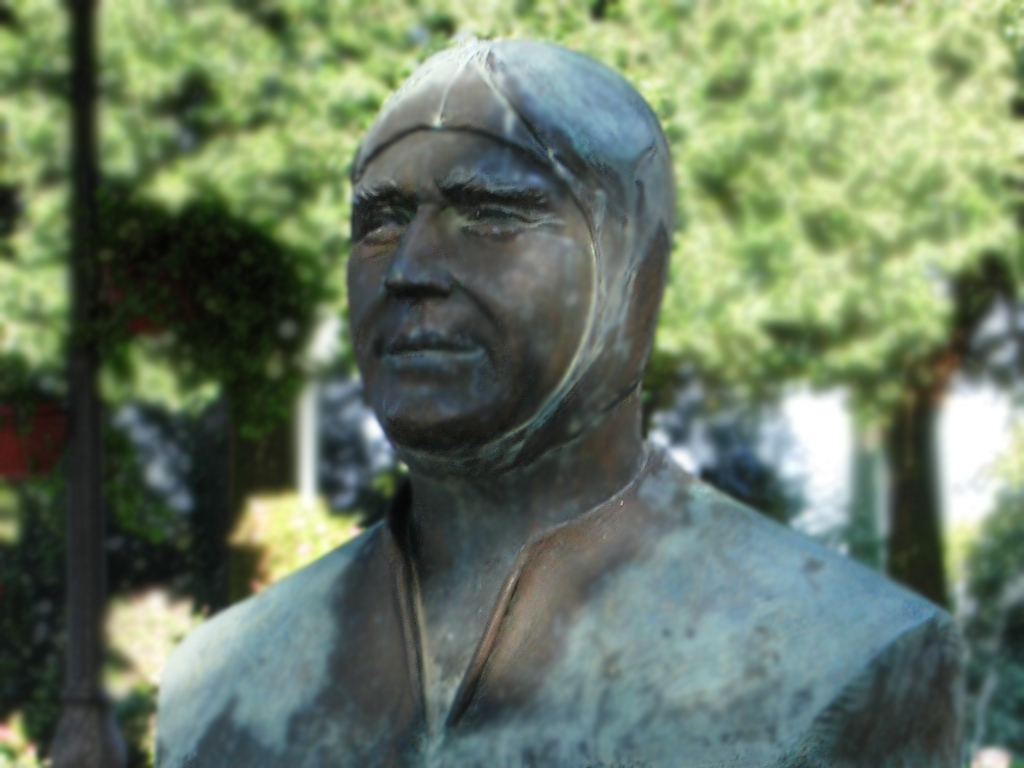
Estàtua de Luigi Fagioli a Osimo.

Fagioli va néixer el 9 de juny del 1898 a Osimo, Ancona, Itàlia i va morir el 20 de juny del 1952 degut a les ferides sofertes en un accident en una carrera menor.
Va participar i guanyar a nombroses curses fora de la F1.

## A la F1
Va participar en la primera cursa de la història de la Fórmula 1 disputada el 13 de maig del 1950, el GP de la Gran Bretanya, que formava part del campionat del món de la temporada 1950 de F1, que va disputar sencera.
Luigi Fagioli va participar en un total de set curses puntuables pel campionat de la F1, repartides en dues temporades a la F1, la dels anys 1950 i 1951.
Fagioli té una de les millors estadístiques acabant al podi en 6 de les 7 curses disputades.

## Resultats a la F1
| Any  | Equip      | Xassís     | Motor      | 1     | 2       | 3   | 4      | 5     | 6     | 7     | 8   | Posició | Punts   |
| ---- | ---------- | ---------- | ---------- | ----- | ------- | --- | ------ | ----- | ----- | ----- | --- | ------- | ------- |
| 1950 | Alfa Romeo | Alfa Romeo | Straight-8 | GBR 2 | MON Ret | 500 | SUI 2  | BEL 2 | FRA 2 | ITA 3 |     | 3rd     | 24 (28) |
| 1951 | Alfa Romeo | Alfa Romeo | Straight-8 | SUI   | 500     | BEL | FRA 1* | GBR   | ALE   | ITA   | ESP | 11th    | 4       |

(*) Cotxe compartit.

### Resum
| Curses: | Victòries: | Pòdiums: | Poles: | Voltes ràpides: | Punts: |
| ------- | ---------- | -------- | ------ | --------------- | ------ |
| 7       | 1          | 6        | 0      | 0               | 28     |